# بازیل قیصریه

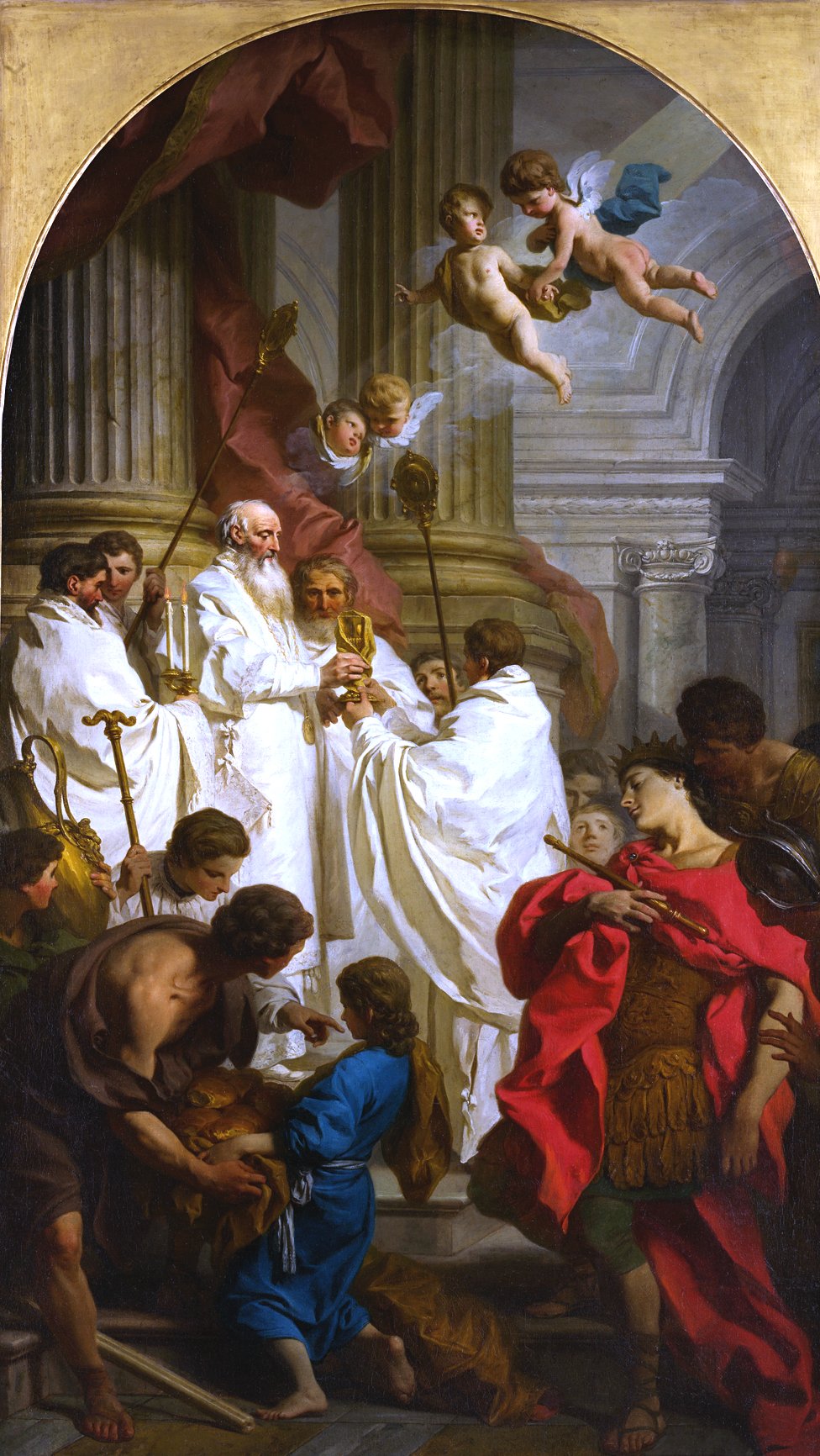

بازیل قیصریه یا  بازیل قدیس یا باسیل قدیس (۳۳۰ – ۱ ژانویه، ۳۷۹) (به یونانی: Άγιος Βασίλειος ο Μέγας) اسقف شهر قیصریه در کاپادوکیه، آسیای صغیر (اکنون در ترکیه) بود. , وی در قرن چهارم میلادی تاثیرهای بزرگی بر الهیات مسیحی و ساختار کلیسای مسیحیت مانند شورای نیقیه داشت. او با آریانیسم و پیروان اسقف اپولیناریس اسقف لودیه مبارزه کرد. توانایی درایجاد تعادل بین دانش فقهی و روابط سیاسی او را به یکی از قدرتمندترین وکلای شورای نیقیه تبدیل کرد.
علاوه بر شهرت به خاطر الهی‌دان وی به خاطر زندگی ربانی و کار برای محرومان نیز مشهور است. از وی به عنوان پدر ربانیت جمعی نیز یاد می‌شود. باسیل به عنوان قدیس در کلیساهای غربی و شرقی شناخته می‌شود.